# Vroni Thalmann-Bieri

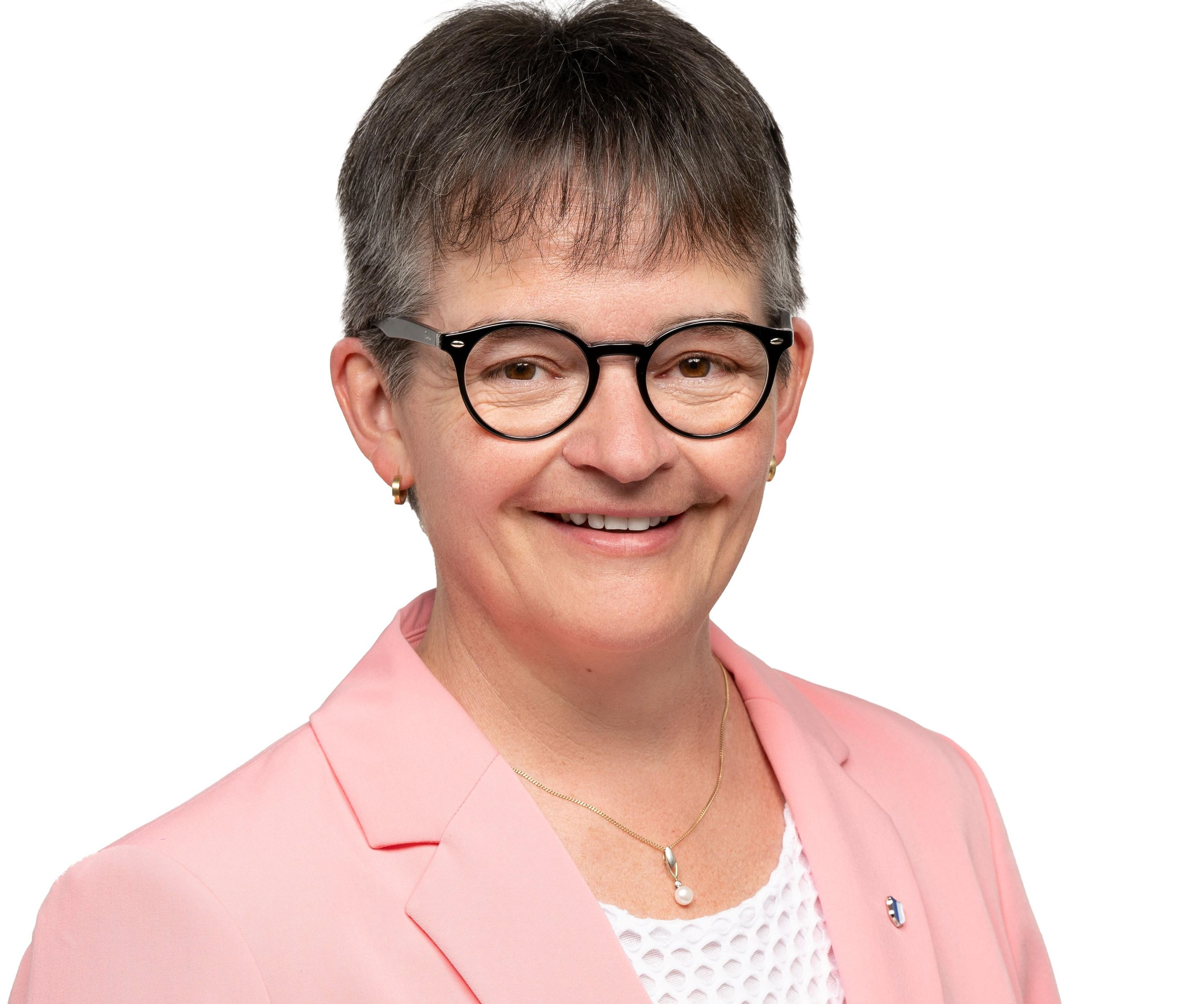
Vroni Thalmann-Bieri

Vroni Thalmann-Bieri (* 28. März 1969 in Flühli; heimatberechtigt ebenda und in Escholzmatt) ist eine Schweizer Politikerin (SVP). Sie wurde bei den Parlamentswahlen 2023 im Kanton Luzern in den Nationalrat gewählt. Dem Kantonsrat gehörte sie von 2007 bis 2023 an.

## Beruf und Privates
Thalmann-Bieri ist Bäuerin und gibt als «Kleinunternehmerin» PC-Kurse und -Support. Sie ist zudem Verwaltungsrätin der Wohn- und Pflegezentrum Schüpfheim AG sowie der Entlebucher Spezialitäten Käserei AG.
Thalmann-Bieri wuchs mit neun Geschwistern auf dem Bergbauernhof Schaftelenmoos in Flühli auf. Sie ist verheiratet und Mutter von drei erwachsenen Kindern und wohnt in Flühli.

## Politik
Thalmann-Bieri gehört der Schweizerischen Volkspartei an. Sie ist seit 2004 Sozialvorsteherin der Gemeinde Flühli Sörenberg und war von Juni 2007 bis Oktober 2023 Kantonsrätin. Als Kantonsratspräsidentin amtierte sie 2017/18. Seit Dezember 2023 ist sie Nationalrätin, sie sitzt als Stimmenzählerin im Büro und in der Kommission für soziale Sicherheit und Gesundheit.

## Belege
1. 1 2  thalmannvroni.ch: Vroni Thalmann-Bieri persönlich. (Stand: Dezember 2023)
2. 1 2  Vroni Thalmann-Bieri auf der Website der Bundesversammlung(Eingereichte Vorstösse) (Stand: Dezember 2023)
3. ↑  Kantonsratsprofil (PDF, abgerufen am 1. Januar 2023)

| Personendaten    | Personendaten                                               |
| ---------------- | ----------------------------------------------------------- |
| NAME             | Thalmann-Bieri, Vroni                                       |
| KURZBESCHREIBUNG | Schweizer Politikerin der Schweizerischen Volkspartei (SVP) |
| GEBURTSDATUM     | 28. März 1969                                               |
| GEBURTSORT       | Flühli, Schweiz                                             |